# German Open 1974
Die German Open 1974 im Badminton fanden vom 1. bis zum 3. März 1974 in Oberhausen statt.

## Sieger und Platzierte
| Disziplin    | Gold                           | Silber                             | Bronze                            |
| ------------ | ------------------------------ | ---------------------------------- | --------------------------------- |
| Herreneinzel | Sture Johnsson                 | Wolfgang Bochow                    | Punch Gunalan                     |
| Herreneinzel | Sture Johnsson                 | Wolfgang Bochow                    | Derek Talbot                      |
| Dameneinzel  | Margaret Beck                  | Joke van Beusekom                  | Jette Føge                        |
| Dameneinzel  | Margaret Beck                  | Joke van Beusekom                  | Brigitte Steden                   |
| Herrendoppel | Derek Talbot Elliot Stuart     | Mike Tredgett Ray Stevens          | Punch Gunalan Dominic Soong       |
| Herrendoppel | Derek Talbot Elliot Stuart     | Mike Tredgett Ray Stevens          | Roland Maywald Willi Braun        |
| Damendoppel  | Margaret Beck Gillian Gilks    | Marieluise Zizmann Brigitte Steden | Agnes van der Meulen Marja Ridder |
| Damendoppel  | Margaret Beck Gillian Gilks    | Marieluise Zizmann Brigitte Steden | Joke van Beusekom Marjan Luesken  |
| Mixed        | Roland Maywald Brigitte Steden | Wolfgang Bochow Marieluise Zizmann | Karl-Heinz Garbers Gudrun Ziebold |
| Mixed        | Roland Maywald Brigitte Steden | Wolfgang Bochow Marieluise Zizmann | Flemming Delfs Lonny Bostofte     |

## Finalergebnisse
| Disziplin    | Sieger                         | Finalist                           | Ergebnis            |
| ------------ | ------------------------------ | ---------------------------------- | ------------------- |
| Herreneinzel | Sture Johnsson                 | Wolfgang Bochow                    | 11-15, 18-15, 15-12 |
| Dameneinzel  | Margaret Beck                  | Joke van Beusekom                  | 11-1, 11-4          |
| Herrendoppel | Derek Talbot Elliot Stuart     | Mike Tredgett Ray Stevens          | 15-12, 14-15, 15-5  |
| Damendoppel  | Margaret Beck Gillian Gilks    | Marieluise Zizmann Brigitte Steden | 15-12, 12-15, 15-6  |
| Mixed        | Roland Maywald Brigitte Steden | Wolfgang Bochow Marieluise Zizmann | 15-11, 15-6         |